# Cristiano de Hesse-Darmstadt
Cristiano de Hesse-Darmstadt (25 de novembro de 1763 - 17 de abril de 1830) foi um nobre alemão da casa de Hesse-Darmstadt e um general neerlandês. Foi também um maçom proeminente, chegando à posição de grão-mestre.

## Família
Cristiano era o filho mais novo de Luís IX, Conde de Hesse-Darmstadt e da condessa Carolina do Palatinado-Zweibrücken. Entre os seus irmãos estavam o primeiro grão-duque de Hesse-Darmstadt, Luís I, a condessa Frederica Luísa de Hesse-Darmstadt, mãe do rei Frederico Guilherme III da Prússia, a condessa Amália de Hesse-Darmstadt, mãe da czarina Isabel Alexeievna da Rússia e a condessa Guilhermina Luísa de Hesse-Darmstadt, primeira esposa do czar Paulo I da Rússia. Os seus avós paternos eram o conde Luís VIII de Hesse-Darmstadt e a condessa Carlota de Hanau-Lichtenberg. Os seus avós maternos eram o conde Cristiano III do palatinado Zweibrücken e a condessa Carolina de Nassau-Saarbrücken.

## Vida
Cristiano estudou em Estrasburgo e depois seguiu a carreira militar nos Países Baixos. Na posição de tenente-general lutou pelo príncipe Guilherme V de Orange contra as tropas francesas, de 1793 a 1794, tendo sido gravemente ferido no cerco de Menen, em abril de 1794. Depois de os neerlandeses serem derrotados em 1795, exilou-se em Inglaterra. Mais tarde continuou a lutar contra os exércitos franceses e austríacos. A partir de 1799 passou a viver em Darmstadt e está sepultado no Alter Friedhof, naquela cidade.